# Elülső fűrészizom

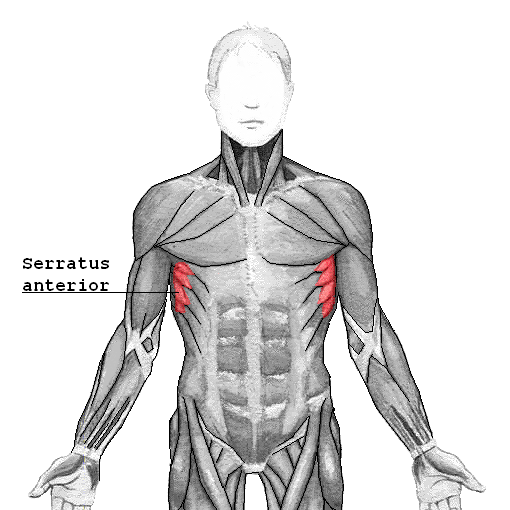
Az ember felső testének izmai szemből (a nyíl és a piros szín mutatja az izmot)

A elülső fűrészizom (musculus serratus anterior) egy izom az ember oldalán a bordákon. 

## Eredés, tapadás, elhelyezkedés
Az 1.-től a 8-9. bordáig, azoknak külső felszínéről ered a törzs oldaláról. A lapocka (scapula) margo medialis scapulae nevű részén tapad.

## Funkció
Mozgatja a lapockát és segít a felfelé való forgásában.
A vállövben létrehoz elevatiót (vállfelhúzás), depressiót (vállsüllyesztés), protractiót (előrehúzás).
Lapockarögzítő.
Fordított működésével belégzési segédizom.

## Beidegzés, vérellátás
A plexus brachialis nervus thoracicus longus nevű ága idegzi be. Az arteria thoracalis lateralis látja el vérrel a felső részét és az arteria thoracodorsalis az alsó részét.